# تالاب سن ایگناسیو
تالاب سن ایگناسیو (به انگلیسی: Laguna San Ignacio) در فاصله ۵۹ کیلومتری (۳۷ مایلی) شهر سن ایگناسیو و بزرگراه ایالتی شماره ۱، ایالت باخا کالیفرنیا سور کشور مکزیک واقع شده‌است. . این تالاب یکی از پناهگاه‌های زمستانی نهنگ‌های خاکستری شرق اقیانوس آرام (Eschrichtius robustus) است.

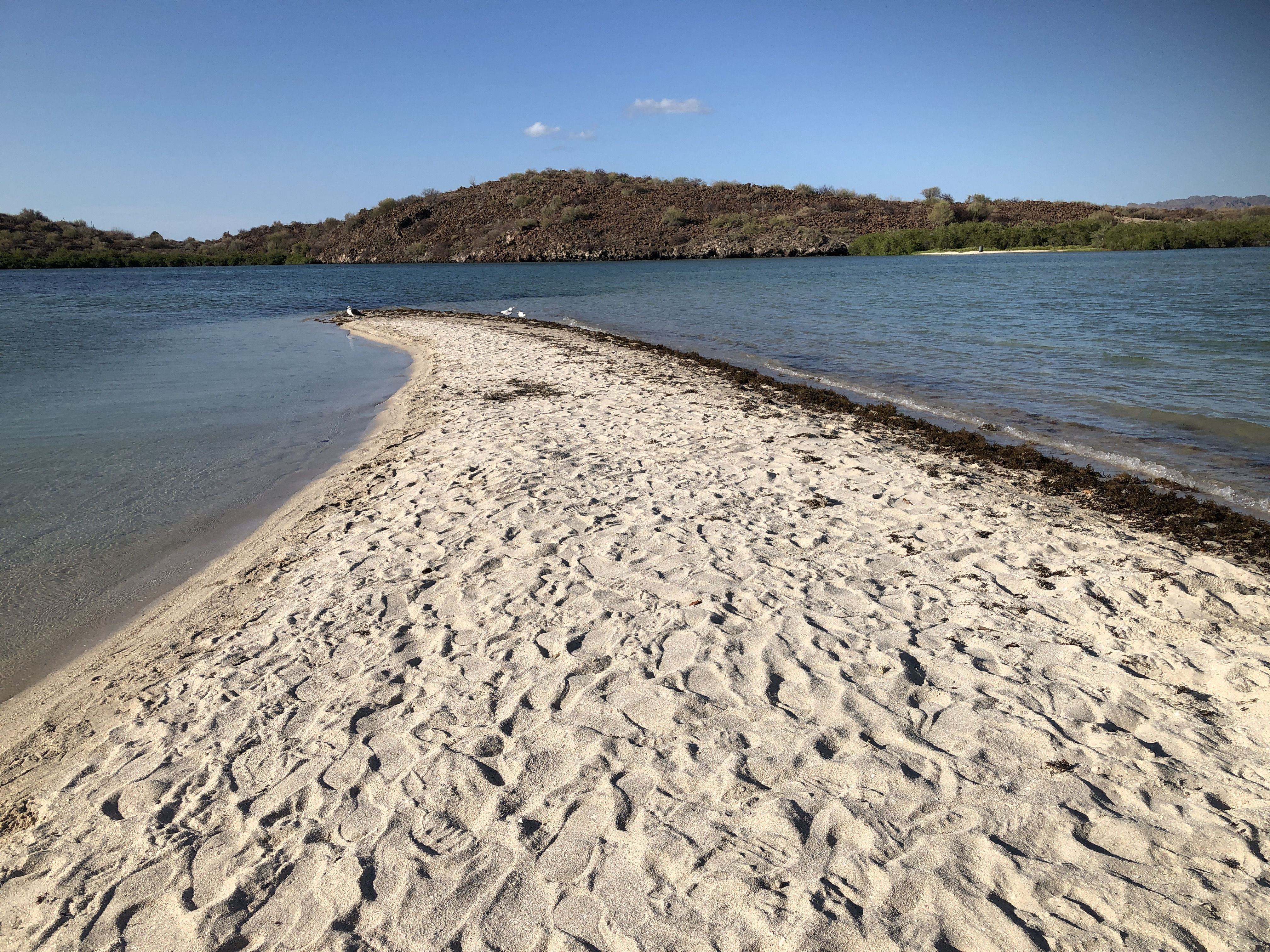
تالاب سن ایگناسیو

## تاریخ
تالاب سن ایگناسیو اولین بار توسط کاپیتان شکار نهنگ جرد پول کشف شد. اولین سفر صید نهنگ به تالاب سان ایگناسیو در سال ۱۸۶۰ توسط اسکامون و شش کشتی شکار نهنگ انجام شد. اگرچه بسیاری از شکارچیان نهنگ به دلیل ترس از دست دادن کشتی‌های خود وارد آب‌های کم عمق این تالاب نمی‌شوند، اما باز هم شکارچیان جسوری هستند که وارد تالاب شده‌اند و با شکار نهنگ خاکستری اقیانوس آرام این گونه را به سمت انقراض سوق داده‌اند. تالاب در حال حاضر یکی از مقاصد اصلی مهاجرت نهنگ‌های خاکستری است.

## اهمیت جهانی تالاب سان ایگناسیو

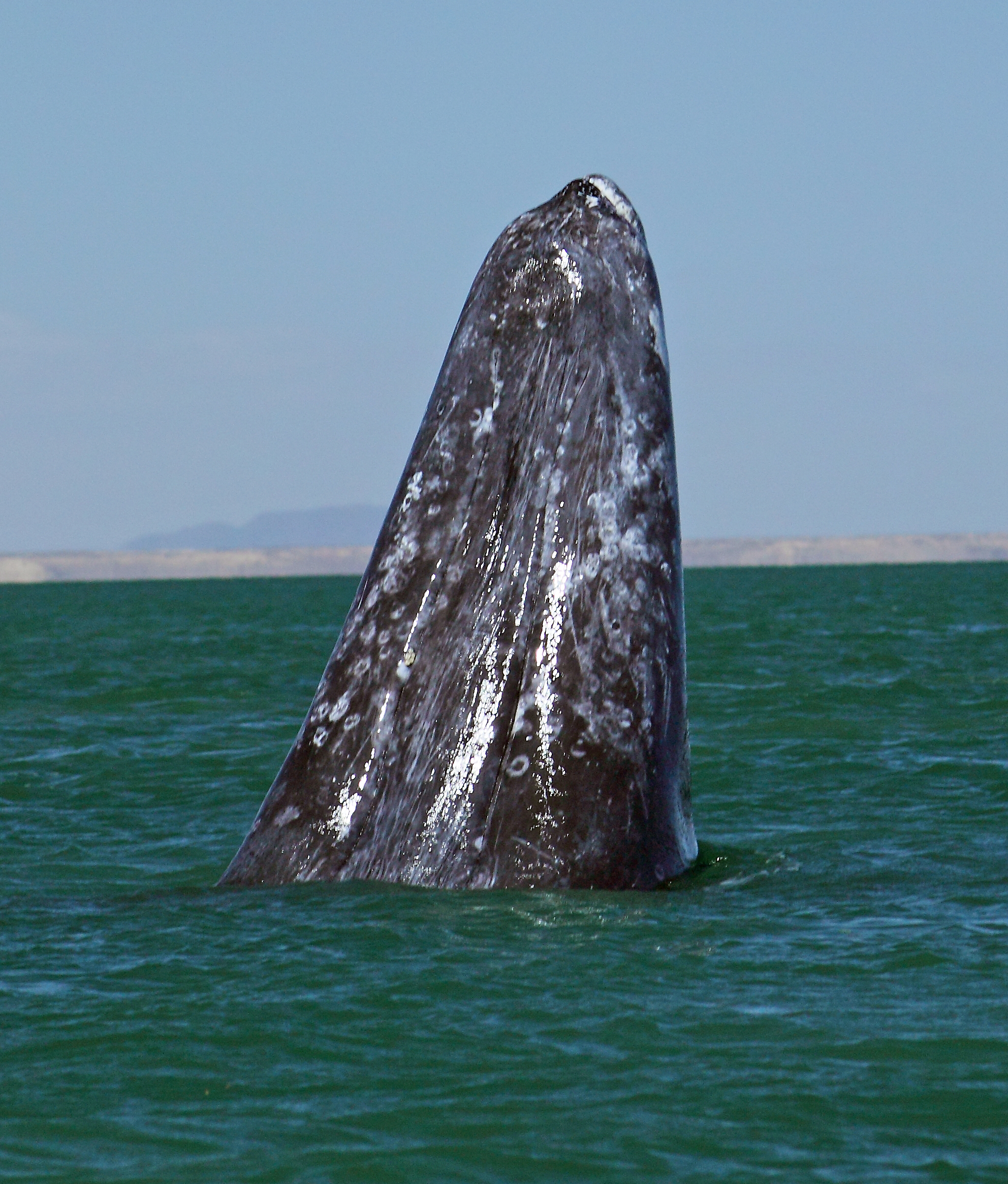
اشکریشتیوس روبوستوس — نهنگ خاکستری اقیانوس آرام. عکس گرفته‌شده در تالاب سن ایگناسیو، باخا کالیفرنیای جنوبی، مکزیک.

در سال ۱۹۸۸ مکزیک ذخیره‌گاه زیست‌کره ال ویزکاینو که شامل تالاب سان ایگناسیو نیز می‌شود و بزرگترین پناهگاه حیات‌وحش در آمریکای لاتین است، را تأسیس کرد. تالاب سان ایگناسیو نه تنها پناهگاه نهنگ خاکستری است، بلکه یکی از تنها دو محل پرورشگاه بچه‌های نهنگ خاکستری اقیانوس آرام در جهان است. پرورشگاه دیگر با فاصله تنها ۴ ساعت در خلیج ماگدالنا قرار دارد. تالاب سان ایگناسیو همچنین زیستگاه حیاتی برای گونه در حال انقراض برندو یا آنتلوپ شاخ چنگالی و یک زیستگاه مهم تغذیه ای برای چهار گونه از هفت گونه لاک پشت دریایی جهان است: لاک پشت چرمی، لاک پشت زیتونی، لاک پشت پوزه عقابی و لاک پشت سبز دریایی (همه در خطر انقراض). در سال ۱۹۹۳ سازمان ملل تالاب سان ایگناسیو را به دلیل اهمیت آن برای جامعه جهانی در فهرست میراث جهانی قرار داد.